# 星きらら
星 きらら（ほし きらら、1984年9月22日 - ）は、日本の元AV女優。
出身地:神奈川県。血液型:A型。身長:155cm。スリーサイズ:B84・W57・H85cm。

## 略歴・人物
2004年9月に「星きらら」の名前（命名者は紋舞らん）でデビュー。デビューと共にケイ・エム・プロデュースのレーベル「million」の“ミリオンエンジェル”にも抜擢される。しかし、主演作は3本のみで、活動期間は短かった。

## 作品

### 「星きらら」名義
アダルトビデオ
- あややっちゃおっかな〜。3 赤 （2004年8月20日、ケイ・エム・プロデュース、VHS・DVD）
- あややっちゃおっかな〜。3 黄 （2004年8月20日、ケイ・エム・プロデュース、VHS・DVD）
- あやや・コス3 プレミアムエディション （2004年8月20日、ケイ・エム・プロデュース、DVD）
- キラキラ★星きらら （2004年9月17日、ケイ・エム・プロデュース、VHS）
- キラキラ★星きらら 完全版 （2004年9月17日、ケイ・エム・プロデュース、DVD）
- 僕だけのアイドル 女子校生 きらら （2004年10月22日、ケイ・エム・プロデュース、VHS）
- 僕だけのアイドル 女子校生 きらら 完全版 （2004年10月22日、ケイ・エム・プロデュース、DVD）
- 星きららの戦隊ピンクが捕まってあんなことも!こんなことも! （2004年11月19日、ケイ・エム・プロデュース、VHS）
- 星きららの戦隊ピンクが捕まってあんなことも!こんなことも! 完全版 （2004年11月19日、ケイ・エム・プロデュース）
- VERY BEST OF 星きらら 完全版 （2005年2月18日、ケイ・エム・プロデュース、DVD）　※総集編